# Presidentsverkiezingen in de Oranje Vrijstaat 1888
In december 1888 werden in de Oranje Vrijstaat presidentsverkiezingen gehouden. Francis William Reitz won de verkiezing van Aart Anthonie van der Lingen en werd daarmee de vijfde staatspresident van de Oranje Vrijstaat.

## Geschiedenis
In juli 1888 overleed de zittende staatspresident Johannes Henricus Brand. Hij was sinds 1864 staatspresident geweest en was bezig aan zijn vijfde termijn. De Volksraad wees tijdens een buitengewone vergadering op 20 augustus 1888 de voorzitter van het Hooggerechtshof, Francis William Reitz, aan als kandidaat voor de aankomende verkiezingen. Tijdens dezelfde vergadering werd regeringssecretaris Pieter Jeremias Blignaut aangesteld als waarnemend staatspresident.
Aart Anthonie van der Lingen, predikant van de Nederduits Gereformeerde gemeente te Harrismith, stelde zich tegenkandidaat.

## Uitslag
Reitz werd met overtuigende meerderheid verkozen tot vijfde staatspresident.
| Kandidaat                    | Stemmen | %      |
| ---------------------------- | ------- | ------ |
| Francis William Reitz        | 4.007   | 92,52  |
| Aart Anthonie van der Lingen | 324     | 7,48   |
| Totaal                       | 4.331   | 100,00 |

Presidentsverkiezingen: 1854 · 1855 · 1859 · 1863 · 1868 · 1873 · 1878 · 1883 · 1888 · 1893 · 1896